# Споменик природе Стабло бреста код Торка
Стабло пољског бреста (Ulmus minor) се налази у општини Житиште атару насеља Торак. Заштићено добро се налази на граници између катастарских парцела 3847 и 3846 у к.о. Бегејци. Старост стабла процењена је на преко 225 година, висине је око 20 метара, обим стабла износи 470cm, ширина крошње је 32m и обухвата површину крошње од око 250m² . Успостављен је режим заштите: Заштићено подручје локалног значаја треће категорије - Споменик природе.

## Угрожавајући фактори
Најзначајнији угрожавајући фактори Споменика природе „Стабло пољског бреста код Торка” су:
- смањење и уништавање зелене површине око стабла;
- изостанак или неблаговремено спровођење мера неге и заштите стабла;
- повећање коришћења хемијских средстава у пољопривреди и
- механичка оштећења дрвета.

На стаблу су видљива ентомолошка оштећења настала изостанком и неблаговременим применама мера неге и заштите. На стаблу је приметно и механичко оштећење у виду три поломљене гране које је настало ударом грома јер је стабло највиша тачка у окружењу. На подручју које обухвата споменик природе забрањене су све активности које угрожавају његове вредности и обележја.